# Familia Pineda
El apellido Pineda es un linaje castellano, de la villa de Pineda (Burgos), donde sus caballeros fueron Regidores perpetuos.
Pasó a Salamanca y Sevilla donde fueron Caballeros Veinticuatro, Escribanos Mayores de su Cabildo y
Regimiento y Fundadores de su Real Maeztranza de Caballería. En 1737 el rey Felipe V concedió el título de conde de Villapineda a Daniel Pedro de Pineda Enciso y Ponce de León.
El apellido Pineda llega a América por la colonización Española. Y a Estados Unidos por el Almirante Álvarez de Pineda descubridor de Alabama o entre otros conquistadores D. Pedro de Pineda Enciso y Ponce de León o D. Antonio de Pineda miembro de la expedición Malaspina.

## Historia
Se lee que una hija legítima de un Señor de Vizcaya, cuyo nombre se omite, casó con un caballero castellano, de
nombre igualmente desconocido, y que, habiendo quedado viuda, tuvo un hijo bastardo de Juan Ortiz de Pineda,
descendiente del solar de este apellido en Valdegovia.  El hijo así nacido se llamó Antonio,  y heredó bastantes bienes de su madre y fue padre de otro Antonio. Líneas del solar de Valdegovia llevaron el apellido a las provincias de Vizcaya, Santander, Burgos y Toledo, pasando luego a Andalucía, principalmente a Sevilla, Córdoba, Granada y Alcalá la Real y también a Valencia y Lérida y el naranjo Guerrero.
En Vizcaya hubo casa Pineda en el lugar de Santecilla, del Valle de Carranza y partido judicial de Valmaseda; en la
provincia de Santander (Cantabria) crearon nuevos solares en el Valle de Soba, del partido judicial de Laredo, y en Villacarriedo, partido judicial de Medio Cudeyo y en la de Burgos en la villa de Villadiego, morando también en los
pueblos de Cerezo de Río Tirón y de Pineda de la Sierra, del partido judicial de Belorado. Fueron señores de este último pueblo, al que probablemente dieron nombre, y de la villa de Ojeda, perteneciente al partido judicial de Briviesca, en la misma provincia de Burgos. Algunos documentos de la colonia muestran el ingreso de parientes provenientes de burgos a través de la ciudad de Cartagena de indias de allí se dispersan ingresando al territorio de la nueva granada radicándose en los actuales departamentos de Córdoba , Boyacá, Santander ocupándose de labores de ganadería, agricultura y minería siendo por un largo periodo latifundistas y terratenientes ,a medida que avanza el tiempo migran por toda centro y Suramérica.